# Coprosma elegans
Coprosma elegans är en måreväxtart som beskrevs av Utteridge. Coprosma elegans ingår i släktet Coprosma och familjen måreväxter. Inga underarter finns listade i Catalogue of Life.